# Боулз, Лоррейн
Лорре́йн Энн Бо́улз (англ. Lorraine Anne Bowles; в замужестве известна также как Лорре́йн Амбро́зио, англ. Lorraine Ambrosio) — канадская кёрлингистка.
В 2006 введена в Зал славы канадского кёрлинга в составе команды (скип Линдси Спаркс), дважды выигравшей женский чемпионат Канады.
Играла на позиции первого.

## Достижения
- Чемпионат мира по кёрлингу среди женщин: бронза (1979).
- Чемпионат Канады по кёрлингу среди женщин: золото (1976, 1979).

## Команды
| Сезон   | Четвёртый     | Третий    | Второй        | Первый        | Турниры           |
| ------- | ------------- | --------- | ------------- | ------------- | ----------------- |
| 1975—76 | Линдси Дэви   | Дон Ноулз | Робин Классен | Лоррейн Боулз | ЧК 1976           |
| 1978—79 | Линдси Спаркс | Дон Ноулз | Робин Уилсон  | Лоррейн Боулз | ЧК 1979 · ЧМ 1979 |

(скипы выделены полужирным шрифтом)